# Предослє
Предослє (словен. Predoslje) — поселення в общині Крань, Горенський регіон, Словенія. Висота над рівнем моря: 407,4 м.